# Basilique de Valère

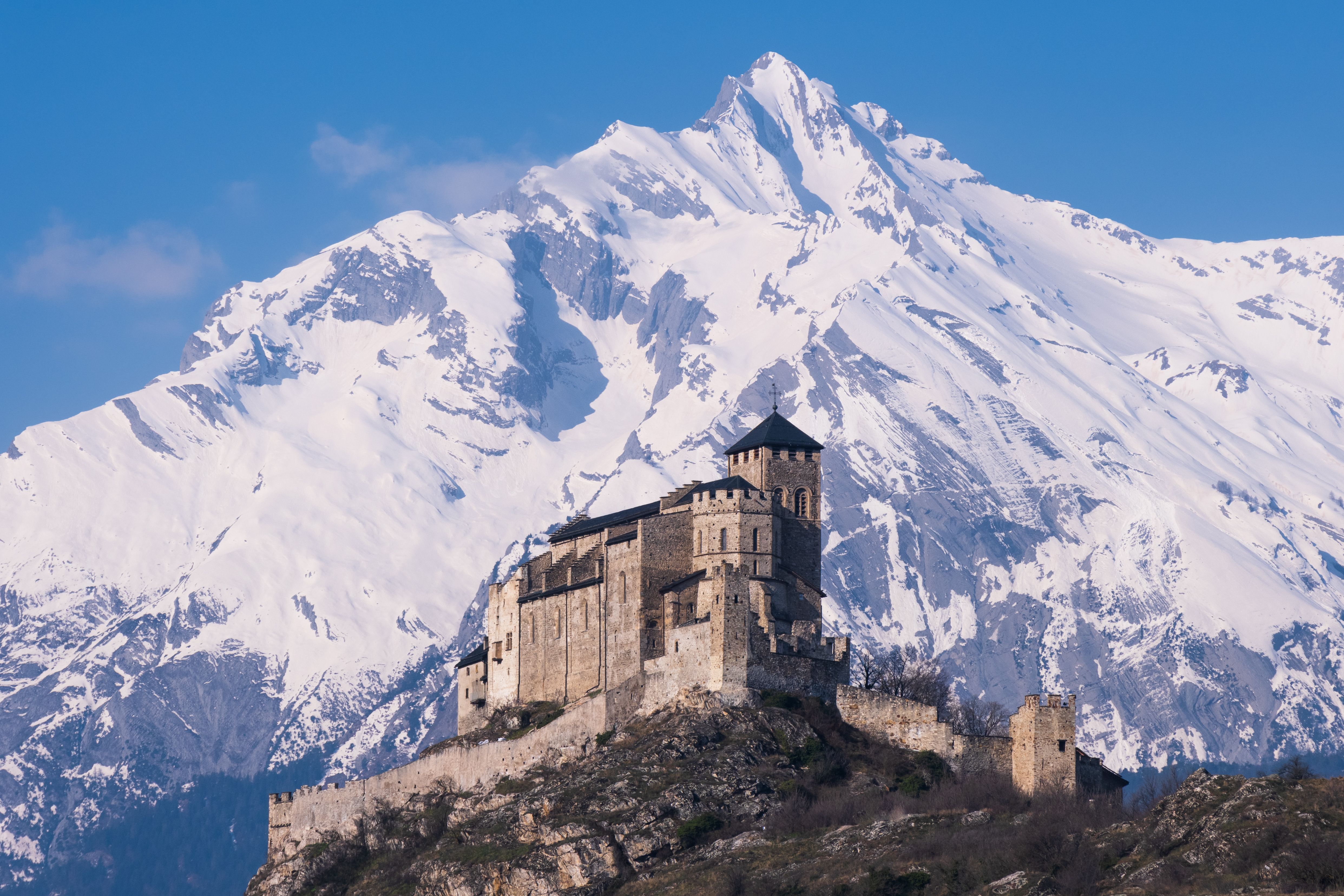
Basilique de Valère und Haut de Cry

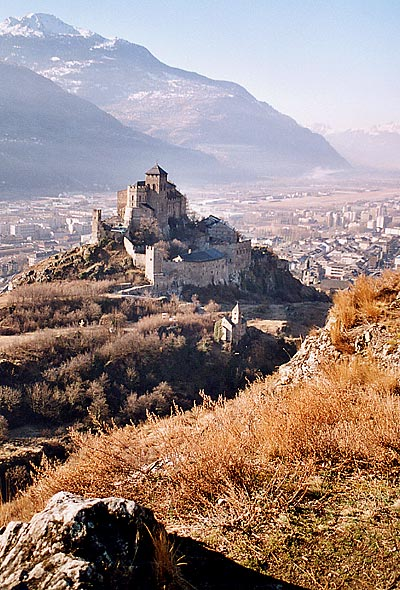
Basilique de Valère, im Hintergrund Sion

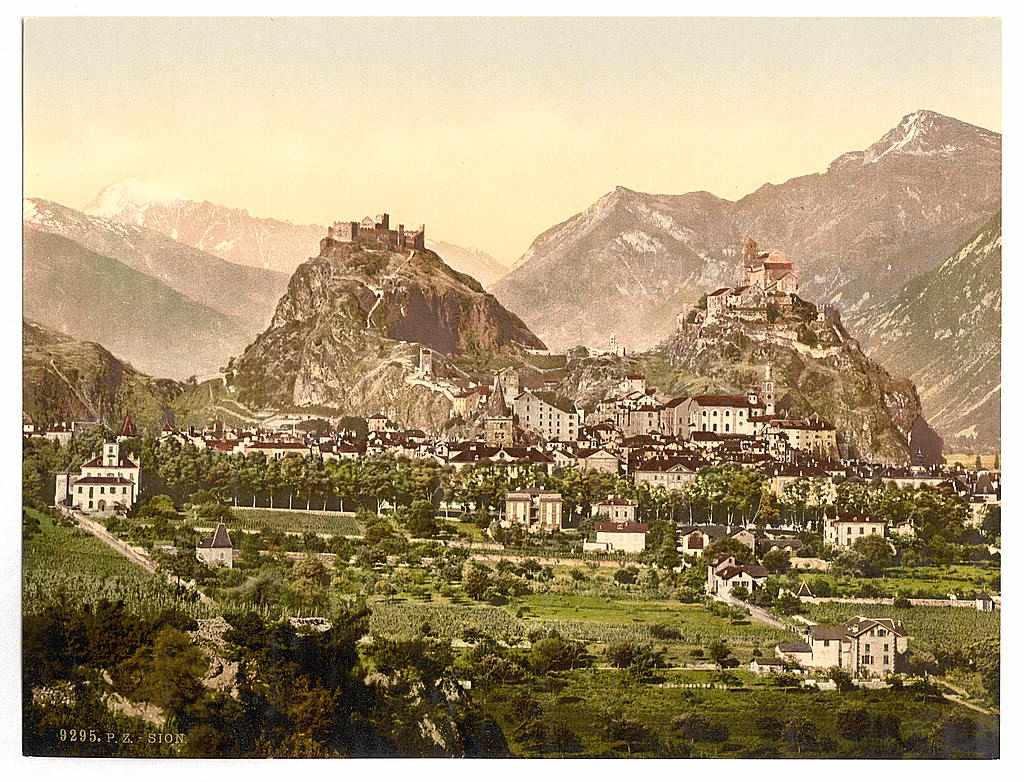
Links der Tourbillon, rechts der Valère, um 1900

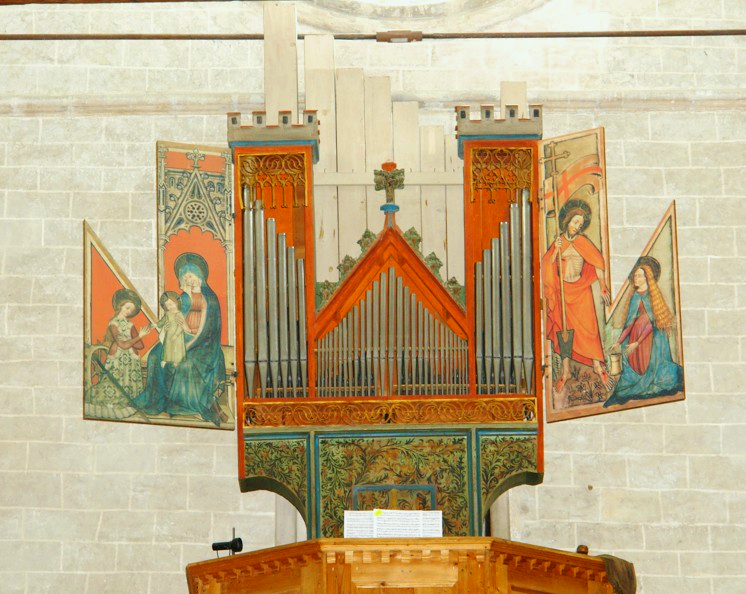
Orgel der Valeria

Die Basilique de Valère oder Basilika von Valeria ist die Kirche auf dem südlichen der zwei Burghügel an der östlichen Altstadtgrenze von Sion (deutsch Sitten; Hauptort des Schweizer Kantons Wallis). Sie beherbergt eine der ältesten spielbaren Orgeln der Welt aus dem 15. Jahrhundert.

## Bau und Geschichte
Das Schloss und die Basilika von Valeria, benannt zu Ehren von Valeriana, der Mutter des römischen Stadtpräfekten Titus Campanius Priscus Maximianus, der im Jahr 43 n. Chr. bezeugt ist, liegen auf einem der beiden Hügel, die die Stadt Sion an der östlichen Altstadtseite überragen. Angelegt bereits in keltischer Zeit, wurden Burg und Kirche erstmals 1049 urkundlich erwähnt. Die ältesten Teile der dreischiffigen, in vier Joche aufgeteilten Basilika mit Querschiff und zwei den Chor flankierenden Kapellen entstanden 1100 bis 1130 im hochromanischen Stil. Später hinzugefügt wurden der Turm über dem nördlichen Querhaus, die polygonalen Fenstergeschosse über der halbkreisförmigen Apsis sowie das Tonnengewölbe über den Pfeilern. Im 13. Jahrhundert erhielten Langhaus und Seitenschiffe nach dem Vorbild der Kathedrale von Lausanne ein Kreuzgurtengewölbe. Ebenfalls in dieser Zeit wurde der Lettner eingebaut, der den Chor vom Kirchenschiff trennt. Als Wallfahrtskirche „Unserer Lieben Frau von Valeria“ angelegt, bildet das Gnadenbild, eine gotische Marmorstatue der Madonna mit dem Jesuskind aus dem Beginn des 15. Jahrhunderts, das zentrale Ausstattungsstück der Kirche. Sie steht heute hoch über dem Hochaltar. Bilder von Aposteln, Propheten und Landesheiligen schmücken die Chorwände.

## Bedeutung
Kathedrale der Diözese Sitten ist seit dem 8. Jahrhundert Notre Dame de Sion (du Glarier) im Zentrum von Sitten. Die Burganlage von Valeria wurde im 11./12. Jahrhundert als Residenz des Domkapitels erbaut. Der Fürstbischof, der gleichzeitig geistlicher und weltlicher Herrscher war, residierte im Schloss Tourbillon auf dem benachbarten Hügel. Dabei blieb es bis zum Franzoseneinfall 1798. Danach wurde Notre Dame de Sion auch faktisch wieder Kathedrale, und auf Valeria verlor die Verehrung der Gottesmutter im Lauf der Zeit an Bedeutung durch das grössere Gewicht der eigentlichen Bischofskirche. So wurde später mehr die hl. Katharina von Alexandrien, die zweite Patronin des Wallis verehrt. 1987 wurde die Kirche von Valeria von Papst Johannes Paul II. mit dem Ehrentitel Basilica minor ausgezeichnet. Die ehemaligen Räume des Domkapitels sind nun an den Kanton Wallis vermietet, der dort nach und nach das heute bereits bestehende Kantonale Historische Museum aufbaut.

## Orgel
An der Westwand des Schiffs befindet sich eine Schwalbennestorgel, deren Anlage auf das 15., vielleicht auch das 14. Jahrhundert zurückgeht und somit neben den Instrumenten in Rysum, Kiedrich und Ostönnen zu den ältesten spielbaren Orgeln der Welt zählt. Sie wurde vermutlich 1435 erbaut und 1687 um vier Register erweitert. Im 19. Jahrhundert geriet sie in Vergessenheit. In den 1950er Jahren wurde das Werk durch den Konservator Maurice Wenger nach und nach wieder zum Leben erweckt, nachdem allmählich die Besonderheit und der Wert des Instruments von der Fachwelt erkannt worden war. Seit 1969 erklingt sie jeden Sommer im Rahmen des internationalen Festival für alte Orgel (Festival de l’orgue ancien de Valère).